# جاك غريليش
جاك بيتير غريليش (بالإنجليزية: Jack Peter Grealish) (مواليد 10 سبتمبر 1995) هو لاعب كرة قدم إنجليزي محترف يلعب في مركز الجناح والوسط المهاجم مع نادي مانشستر سيتي في الدوري الإنجليزي الممتاز والمنتخب الإنجليزي.
انضم غريليش إلى أستون فيلا في سن السادسة، وشارك لأول مرة مع النادي في مايو 2014، بعد إعارته إلى نوتس كاونتي. غريليش مؤهلًا لتمثيل إنجلترا أو جمهورية أيرلندا دوليًا، تم اختيار غريليش من قبل جمهورية أيرلندا حتى منتخب تحت 21 سنة قبل تأكيد قراره باللعب مع إنجلترا في أبريل 2016. ولعب مع منتخب إنجلترا تحت 21 سنة لأول مرة في مايو 2016، حيث فاز ببطولة تولون 2016. في أغسطس 2021، غادر غريليش أستون فيلا وانتقل إلى مانشستر سيتي في صفقة انتقال بقيمة 100 مليون جنيه إسترليني، مما جعله أغلى لاعب إنجليزي في التاريخ.وفي أغسطس 2025، انتقل غريليش للعب في نادي إيفرتون الإنكليزي على سبيل الإعارة حتلى نهاية موسم 2025-26.

## حياته المبكرة
ولد غريليش في برمنغهام، ويست مدلاندز ونشأ في سوليهل القريبة. التحق بمدرسة سيدة الرحمة الرومانية الكاثوليكية الابتدائية ومدرسة القديس بطرس للروم الكاثوليك الثانوية في سوليهول.
هو من أصل أيرلندي، من خلال جده لأمه من مقاطعة دبلن، وجده لأبيه من جورت، مقاطعة غالواي، وجدته لأبيه من سنيم، مقاطعة كيري. متأثرًا بتراثه الأيرلندي، لعب غريليش كرة القدم الغيلية مع نادي جون ميتشل والقذف وكاموجي من وارويكشاير جي أيه أيه بين سن 10 و 14 عامًا. في كرة القدم الغالية.
توفي الأخ الأصغر لغريليش، كيلان، بمتلازمة موت الرضيع الفجائي في أبريل 2000 عن عمر يناهز تسعة أشهر.
كان جده الأكبر، بيلي جاراتي، لاعب كرة قدم أيضًا، وفاز بلقب إنجلترا مرة واحدة بعد فوزه بنهائي كأس الاتحاد الإنجليزي عام 1905 مع أستون.

## مسيرته الكروية

### أستون فيلا

#### نجاح الأكاديمية
بعد أن بدأ في نادي هايغيت يونايتد للشباب، انضم غريليش، المشجع الحياة لأستون فيلا، إلى النادي وهو في السادسة من عمره. في سن 16، تم اختياره كبديل لم يُشارك في الهزيمة 4–2 على أرضه في الدوري الإنجليزي الممتاز ضد تشيلسي في 31 مارس 2012. كان غريليش جزءًا من فريق النادي تحت 19 سنة الذي فاز بسلسلة الجيل الجديد 2012–13، وسجل في الفوز 3–1 في الوقت الإضافي على سبورتينغ لشبونة في نصف النهائي.[بحاجة لمصدر]

#### 2013–2015

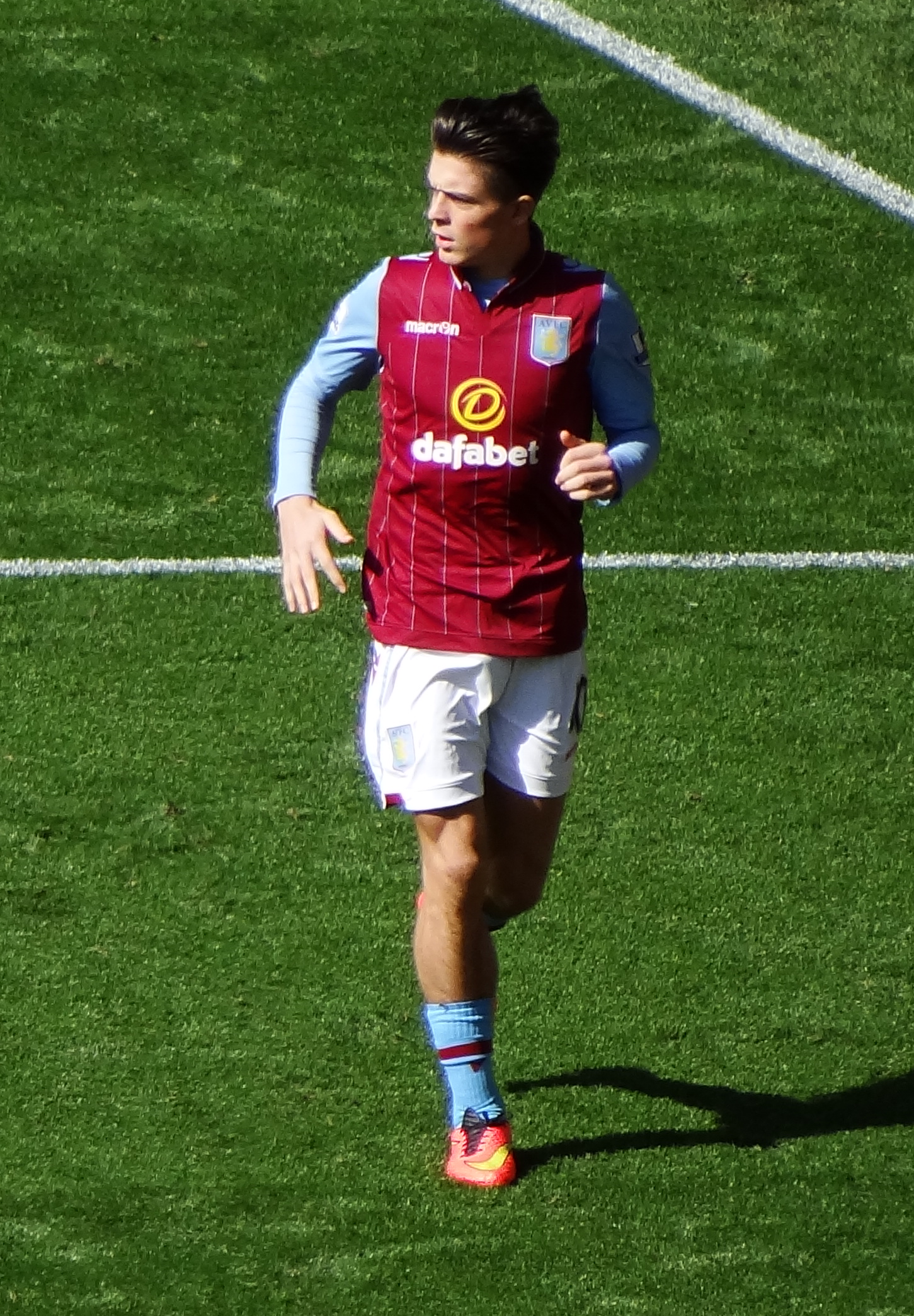
غريليش يلعب مع أستون فيلا عام 2014

في 13 سبتمبر 2013، انضم غريليش إلى نادي نوتس كاونتي في الدوري الإنجليزي الدرجة الأولى على سبيل الإعارة للشباب حتى 13 يناير 2014. وكان من بين زملائه في ذلك الموسم لاعب خط الوسط المعار كالوم ماكغريغور، وهو لاعب دولي اسكتلندي مستقبلي. بدأ ظهوره الاحترافي في اليوم التالي، حيث حل بديلاً في الدقيقة 59 عن ديفيد بيل في الهزيمة 3–1 خارج أرضه أمام ميلتون كينز دونز. في 7 ديسمبر، سجل هدفه الأول، بمراوغته لثلاثة مدافعين ليسجل الهدف الأخير في الفوز 3–1 على غيلينغهام في ميدو لين، وتبع ذلك بعد أسبوع بافتتاح الفوز 4–0 على كولتشستر يونايتد. مدد غريليش إعارته إلى نوتس كاونتي في 17 يناير 2014 حتى نهاية الموسم. أنهى إعارته بخمسة أهداف وسبع تمريرات حاسمة في 38 مباراة.
في نهاية إعارته مع نوتس كاونتي، عاد غريليش إلى أستون فيلا وشارك لأول مرة مع النادي في 7 مايو، حيث حل بديلاً في الدقيقة 88 عن ريان برتراند في الهزيمة 4–0 خارج أرضه أمام مانشستر سيتي في الدوري الإنجليزي الممتاز.
في مايو 2014، لعب غريليش في هونج كونج سوكر سيفينز، حيث أنهى كهداف الفريق برصيد ستة أهداف حيث فاز أستون فيلا بلقب الدرع. مع انتهاء عقده في صيف 2015، عرض عليه النادي عقدًا جديدًا لمدة أربع سنوات في سبتمبر 2014. في 14 أكتوبر، وقع غريليش عقدًا جديدًا لمدة أربع سنوات مع أستون فيلا.
شارك غريليش كأساسي لأول مباراة له في مباراة الدور الثالث لكأس الاتحاد الإنجليزي في 4 يناير 2015 ضد بلاكبول في فيلا بارك، والتي فاز فريقه 1–0. لعب 75 دقيقة قبل استبداله بأندرياس ويمان. في 7 مارس، في الجولة السادسة، فاز 2–0 على ضيفه وست بروميتش ألبيون، حل محل تشارلز نزوغبيا بعد 74 دقيقة، وتم طرده في الأشواط الإضافية. في 7 أبريل، شارك غريليش كأساسي مباراته الأولى مع أستون فيلا في الدوري الإنجليزي الممتاز، بالتعادل 3–3 على أرضه ضد كوينز بارك رينجرز حيث تم الإشادة بأدائه. في نصف نهائي كأس الاتحاد الإنجليزي ضد ليفربول على ملعب ويمبلي، لعب غريليش دورًا في كلا هدفي أستون فيلا بما في ذلك صناعته لهدف فابيان ديلف، حيث عادوا من الخلف للفوز في النهاية. في 30 مايو، لعب غريليش كامل نهائي كأس الاتحاد الإنجليزي 2015 على ملعب ويمبلي، حيث خسر فيلا 4–0 أمام أرسنال.
في أبريل 2015، تم تحذير غريليش من قبل مدير أستون فيلا تيم شيروود بعد أن نشرت صحيفة ذا صن صورًا تظهر أنه يستنشق أكسيد النيتروس لأغراض ترفيهية. قال شيروود: «لا يمكننا التغاضي عن هذا السلوك. إنه الآن في موقع مسؤول كلاعب كرة قدم محترف، وعليه التأكد من عدم حدوث ذلك مرة أخرى، وأكد لي أنه لن يحدث. ولكن، كما قلت بشأن رحيم، الأسبوع الماضي، كان أصغر من ذلك بعام عندما تم التقاط الصورة».
سجل غريليش هدفه الأول لأستون فيلا في 13 سبتمبر 2015، من تسديدة على بعد 20 ياردة ليفتتح التسجيل خارج أرضه أمام ليستر سيتي. ومع ذلك، خسر فريقه 2–3.
في نوفمبر، اختار البقاء في شمال غرب إنجلترا والذهاب إلى النوادي بعد خسارة فيلا 4–0 أمام إيفرتون. عاقبه المدير الجديد ريمي غارد على هذا التصرف بجعله يتدرب مع فريق تحت 21 سنة، وذكر أنه «يجب أن تتصرف كمحترف ولم يكن هذا هو الحال هذه المرة بالنسبة لجاك». عاد إلى التدريبات الكاملة في 8 ديسمبر.

#### 2016–2019
في 7 يناير 2016، قال ستيف ايفنز، مدرب ليدز يونايتد، إن أستون فيلا رفض تحقيقًا للحصول على غريليش على سبيل الإعارة. أنهى فيلا الموسم في المركز الأخير، منهيا مكانته كما تقدم في الدوري الإنجليزي الممتاز. لعب غريليش 16 مباراة، كل الهزائم، محطماً رقماً قياسياً لأسوأ موسم سجله سابقاً لاعب سندرلاند شون ثورنتون، الذي خسر في جميع مبارياته الـ 11 في 2002–03.
في سبتمبر 2016، فتحت أستون فيلا تحقيقًا تأديبيًا داخليًا بعد ورود تقارير تفيد بأن غريليش كان في حفلة في فندق في برمنغهام كان لابد من إغلاقه من قبل الشرطة في الصباح الباكر. رداً على ذلك، كتب المالك توني شيا على تويتر أن غريليش كان عليه التركيز داخل الملعب وخارجه، والتواصل مع الأشخاص المناسبين. في أكتوبر، تم إيقاف غريليش لثلاث مباريات بعد قبول تهمة السلوك العنيف بعد تدخله على كونور كودي في تعادل أستون فيلا 1–1 مع ولفرهامبتون واندرارز.
في 10 مارس 2019، تعرض غريليش لاعتداء من قبل شخص اقتحم الملعب خلال مباراة الديربي خارج ملعبه أمام برمنغهام سيتي. في وقت لاحق من الشوط الثاني، سجل غريليش هدفًا ليمنح أستون فيلا الفوز 1–0. في نفس اليوم، تم القبض على رجل يبلغ من العمر 27 عامًا من روبيري. ظهر في 11 مارس أمام محكمة برمنغهام الجزئية بتهمة التعدي على أرض الملعب والاعتداء. واعترف بالذنب بالجرائم وتم إرساله إلى السجن لمدة 14 أسبوعًا.
أصبح غريليش قائدًا للفريق اعتبارًا من مارس فصاعدًا، وهي الفترة التي حقق فيها الفريق رقماً قياسياً في 10 انتصارات متتالية في الدوري. هذا الشكل منح أستون فيلا مكانًا في المباريات الفاصلة حيث فازت علىوست بروميتش ألبيون وديربي كاونتي بالترقية إلى الدوري الإنجليزي الممتاز بعد غياب دام ثلاث سنوات.
جاء هدف غريليش الأول لموسم 2019–20 في الجولة الثانية من كأس رابطة الأندية الإنجليزية المحترفة 2019–20 ضد كرو ألكساندرا في 27 أغسطس 2019. جاء هدفه الأول في الدوري الإنجليزي الممتاز هذا الموسم في 5 أكتوبر، مسجلاً الهدف الثالث للفريق في الفوز 5–1 خارج أرضه أمام نورويتش سيتي. النتيجة أخرجت النادي من المراكز الثلاثة الأخيرة وتخطى خصومه في جدول الدوري الإنجليزي الممتاز.

#### 2020–2021
في مارس 2020، تم إيقاف الدوري الإنجليزي الممتاز في منتصف موسم عودة أستون فيلا، بسبب جائحة فيروس كورونا في المملكة المتحدة. خلال هذا الاستراحة القسرية، تم الكشف عن أن غريليش قد انتهك توجيهات الحكومة بالبقاء في المنزل. وافق على أن أفعاله كانت «خاطئة وغير ضرورية على الإطلاق» وتم تغريمه من قبل النادي.
تعرض غريليش لارتكاب أخطاء 167 مرة خلال موسم 2019–20 في الدوري الإنجليزي الممتاز؛ كان هذا أكبر عدد من الأخطاء التي فاز بها لاعب في موسم واحد من الدوري الإنجليزي الممتاز، حيث تجاوز غريليش الرقم القياسي مع أكثر من ثماني مباريات متبقية في الموسم. سجل في اليوم الأخير، حيث حسم أستون فيلا البقاء في الدوري الإنجليزي الممتاز بفضل التعادل 1–1 ضد وست هام يونايتد، حيث خسر منافسهم واتفورد 3–2 أمام أرسنال. في حفل توزيع جوائز نهاية الموسم للنادي، تم التصويت على غريليش كأفضل لاعب في أستون فيلا من قبل المشجعين وزملائه اللاعبين. كما أنهى الموسم بصفته صانع الأهداف الأول للنادي بثمانية أهداف في الدوري الإنجليزي و 10 في جميع المسابقات.
في 15 سبتمبر 2020، وقع غريليش عقدًا جديدًا مدته خمس سنوات مع أستون فيلا يبقيه في النادي حتى عام 2025.
سجل غريليش هدفه الأول في الدوري في المباراة الثانية لأستون فيلا في 28 سبتمبر. الهدف الأول في الفوز 3–0 على فولهام الصاعد حديثًا. في 4 أكتوبر، سجل ثنائية وقدم ثلاث تمريرات حاسمة في الفوز 7–2 على ضيفه ليفربول. كانت أكبر هزيمة لليفربول منذ 57 عامًا، وكانت المرة الأولى في تاريخ الدوري الإنجليزي الممتاز التي استقبل فيها بطل لسبعة أهداف في مباراة واحدة. استغرق غريليش ما يقرب من شهر ليسجل مرة أخرى، عندما سجل هدفًا في الدقيقة 97 أمام ساوثهامبتون، على الرغم من أنه لم يكن كافيًا حيث خسر أستون فيلا المباراة 4–3. ثم هدف أولي واتكينز الثالث في مباراة فوز أستون فيلا 3–0 خارج أرضه على أرسنال، قبل أن يخسروا 2–1 أمام برايتون أند هوف ألبيون. كان فوز برايتون الأول على الإطلاق على ملعب فيلا بارك، وكان يعني أن أستون فيلا قد خسر ثلاث مباريات على التوالي.

### مانشستر سيتي
في 5 أغسطس 2021، أعلن نادي مانشستر سيتي عن توقيعه مع جاك غريليش قادمًا من أستون فيلا في عقد مدته ست سنوات يستمر حتى عام 2027. وذكرت العديد من الصحف أن رسوم الانتقال المدفوعة إلى أستون فيلا كانت 100 مليون جنيه إسترليني، وهو ما يمثل أغلى انتقال للاعب إنجليزي في التاريخ، بالإضافة إلى أعلى رسوم دفعها نادٍ بريطاني في التاريخ. حصل غريليش على القميص رقم 10 في الفريق الذي كان يرتديه في السابق أسطورة النادي سيرخيو أغويرو، الذي غادر مانشستر سيتي في الشهر السابق بعد عشرة مواسم مع الفريق.
بعد عشرة أيام، شارك غريليش لأول مرة مع السيتي في الهزيمة 1–0 أمام توتنهام هوتسبير في الجولة الأولى من الدوري الإنجليزي الممتاز 2021–22.
في 21 أغسطس، سجل غريليش هدفه الأول للنادي في الفوز 5–0 على نورويتش سيتي.

## مسيرته الدولية

### جمهورية أيرلندا
أثناء اللعب في فرق الشباب الأيرلندية، كان معروفًا أن إنجلترا كانت تلاحقه، حتى أنه تم اختياره في المنتخب تحت 17 سنة في عام 2011 عندما كان يبلغ من العمر 15 عامًا – وهي دعوة رفضها. بعد استبعاده من منتخب أيرلندا تحت 21 سنة لثلاث تصفيات في أكتوبر 2012، اتخذ الاتحاد الإنجليزي مقاربة له للتبديل. قال نويل كينغ، مدرب منتخب أيرلندا تحت 21 سنة، في مايو 2013، إن اللاعب البالغ من العمر 17 عامًا كان يفكر في الانتقال إلى إنجلترا، لذلك لم يؤخد بعين الاعتبار لخوض مباراة ودية ضد الدنمارك، على الرغم من أن كينج تدخل في وقت لاحق ليؤكد لغريليش وعائلته أنه كان جزءًا من خططه.[بحاجة لمصدر]
شارك غريليش لأول مرة مع منتخب أيرلندا تحت 21 سنة كبديل متأخر ضد جزر فارو في أغسطس 2013. في عام 2013، أكد غريليش رغبته في الاستمرار في تمثيل أيرلندا.
في أغسطس 2014، تم اختيار غريليش مرة أخرى في فريق أيرلندا تحت 21 سنة. ذُكر في البداية أنه سيرفض أي دعوة لفريق تحت 21 سنة بسبب عدم اتخاذ قرار بشأن مستقبله الدولي، ولكن غريليش خرج مع أيرلندا في الخسارة 2–0 أمام ألمانيا. اتضح لاحقًا أن غريليش قد رفض بالفعل استدعاء الفريق الأيرلندي الأول بعد محادثات مع مارتن أونيل. في أكتوبر 2014، انسحب غريليش من تشكيلة أيرلندا تحت 21 سنة لمباراة ضد النرويج للعب في مباراة ودية خلف الأبواب المغلقة لناديه أستون فيلا وأكد غاريث ساوثغيت، مدرب منتخب إنجلترا تحت 21 سنة، أن اتحاد كرة القدم كان يراقب حالة اللاعب. ظهرت تقارير في 17 أكتوبر أن غريليش قد اتخذ قراره بخصوص أيرلندا وأنه سيشارك لأول مرة في الشهر التالي لكن اللاعب أنكر ذلك. حصل غريليش على جائزة أفضل لاعب تحت 21 سنة من قبل اتحاد كرة القدم الأيرلندي في مارس 2015 حيث أعلن أنه أخذ استراحة من اللعب الدولي للشباب خلال العام الماضي للتركيز على المشاركة مع الفريق الأول لأستون فيلا وأنه يتوقع العودة للعب مع أيرلندا في المستقبل القريب.
في مايو 2015، أكد أونيل أن غريليش قد رفض استدعاءًا آخر للفريق الأيرلندي الأول، هذه المرة لمباراة ودية ضد إنجلترا وتصفيات بطولة أوروبا ضد إسكتلندا. كشف روي هودسون مدرب إنجلترا أنه على الرغم من اتصاله بغريليش، إلا أنه اختار عدم ضمه إلى فريقهم لمواجهة أيرلندا في حالة حدوث رد فعل عنيف. في أغسطس 2015، التقى هودسون بغريليش لمناقشة مستقبله.

### إنجلترا
في 28 سبتمبر 2015، أكد غريليش أنه قرر تمثيل إنجلترا على المستوى الدولي. شارك لأول مرة مع منتخب إنجلترا تحت 21 سنة في 19 مايو 2016 كبديل في الدقيقة 72 عن روبن لوفتوس–تشيك في الفوز 1–0 على البرتغال في بطولة تولون. في مشاركة الأولى كأساسي بعد أربعة أيام، سجل هدفين في الشوط الأول من الفوز 7–1 على غينيا. واصلت إنجلترا للفوز بالبطولة لأول مرة منذ 1994. تم اختيار غريليش في تشكيلة منتخب إنجلترا تحت 21 سنة في بطولة أمم أوروبا تحت 21 سنة 2017. من 2016 إلى 2017، شارك في سبع مباريات مع منتخب تحت 21 سنة، وسجل هدفين.
في 31 أغسطس 2020، ولأول مرة، تم استدعاء غريليش إلى تشكيلة منتخب إنجلترا الأول لمباريات دوري الأمم الأوروبية ضد آيسلندا والدنمارك. في 8 سبتمبر، شارك لأول مرة كبديل في الدقيقة 76 في التعادل 0–0 ضد الدنمارك.
في الأول من يونيو 2021، تم اختيار غريليش في التشكيلة المكونة من 26 لاعبًا في بطولة أمم أوروبا 2020 التي أعيد جدولتها. في 29 يونيو، في مباراة دور الـ16 ضد ألمانيا، شارك غريليش كبديل في الدقيقة 68 وساهم بشكل مباشر في كلا الهدفين في الفوز 2–0، حيث مرر الكرة للوك شاو الذي بدوره صنع هدف رحيم ستيرلينغ، ومرر تمريرة حاسمة لهاري كين.

## حياته الشخصية
في مارس 2020، قيل أن غريليش قد انتهك التوجيهات الحكومية للبقاء في المنزل فيما يتعلق بلوائح فيروس كورونا وتم تغريمه من قبل أستون فيلا. وبحسب ما ورد مُنع غريليش من القيادة لمدة 9 أشهر في المملكة المتحدة وتم تغريمه 82،499 جنيهًا إسترلينيًا بعد أن أقر بأنه مذنب في تهمتي القيادة المتهورة في مارس وأكتوبر 2020، إحداهما تم تصويره فيه وهو يصطدم بعدة سيارات متوقفة أثناء منعطف طريق في السيارة.

## الإحصائيات

### النادي
آخر تحديث 21 أغسطس 2021.
| النادي              | الموسم   | الدوري                         | الدوري | الدوري  | كأس الاتحاد الإنجليزي | كأس الاتحاد الإنجليزي | كأس الرابطة | كأس الرابطة | أوروبا | أوروبا  | أخرى   | أخرى    | المجموع | المجموع |
| النادي              | الموسم   | الدرجة                         | الظهور | الأهداف | الظهور                | الأهداف               | الظهور      | الأهداف     | الظهور | الأهداف | الظهور | الأهداف | الظهور  | الأهداف |
| ------------------- | -------- | ------------------------------ | ------ | ------- | --------------------- | --------------------- | ----------- | ----------- | ------ | ------- | ------ | ------- | ------- | ------- |
| أستون فيلا          | 2011–12  | الدوري الإنجليزي الممتاز       | 0      | 0       | 0                     | 0                     | 0           | 0           | —      | —       | —      | —       | 0       | 0       |
| أستون فيلا          | 2012–13  | الدوري الإنجليزي الممتاز       | 0      | 0       | 0                     | 0                     | 0           | 0           | —      | —       | —      | —       | 0       | 0       |
| أستون فيلا          | 2013–14  | الدوري الإنجليزي الممتاز       | 1      | 0       | —                     | —                     | 0           | 0           | —      | —       | —      | —       | 1       | 0       |
| أستون فيلا          | 2014–15  | الدوري الإنجليزي الممتاز       | 17     | 0       | 6                     | 0                     | 1           | 0           | —      | —       | —      | —       | 24      | 0       |
| أستون فيلا          | 2015–16  | الدوري الإنجليزي الممتاز       | 16     | 1       | 2                     | 0                     | 3           | 0           | —      | —       | —      | —       | 21      | 1       |
| أستون فيلا          | 2016–17  | دوري البطولة الإنجليزية        | 31     | 5       | 1                     | 0                     | 1           | 0           | —      | —       | —      | —       | 33      | 5       |
| أستون فيلا          | 2017–18  | دوري البطولة الإنجليزية        | 27     | 3       | 1                     | 0                     | 0           | 0           | —      | —       | 3      | 0       | 31      | 3       |
| أستون فيلا          | 2018–19  | دوري البطولة الإنجليزية        | 31     | 6       | 0                     | 0                     | 1           | 0           | —      | —       | 3      | 0       | 35      | 6       |
| أستون فيلا          | 2019–20  | الدوري الإنجليزي الممتاز       | 36     | 8       | 0                     | 0                     | 5           | 2           | —      | —       | —      | —       | 41      | 10      |
| أستون فيلا          | 2020–21  | الدوري الإنجليزي الممتاز       | 26     | 6       | 0                     | 0                     | 1           | 1           | —      | —       | —      | —       | 27      | 7       |
| أستون فيلا          | المجموع  | المجموع                        | 185    | 29      | 10                    | 0                     | 12          | 3           | 0      | 0       | 6      | 0       | 213     | 32      |
| نوتس كاونتي (إعارة) | 2013–14  | الدوري الإنجليزي الدرجة الأولى | 37     | 5       | 1                     | 0                     | —           | —           | —      | —       | 1      | 0       | 39      | 5       |
| مانشستر سيتي        | 2021–22  | الدوري الإنجليزي الممتاز       | 2      | 1       | 0                     | 0                     | 0           | 0           | 0      | 0       | 1      | 0       | 3       | 1       |
| الإجمالي            | الإجمالي | الإجمالي                       | 224    | 35      | 11                    | 0                     | 12          | 3           | 0      | 0       | 8      | 0       | 255     | 38      |

1. 1 2  المباريات في تصفيات دوري البطولة الإنجليزية
2. ↑  المباريات في كأس دوري كرة القدم الإنجليزية
3. ↑  Appearance in درع الاتحاد الإنجليزي

### المنتخب
آخر تحديث 11 يوليو 2021.
| المنتخب الوطني | العام   | الظهور | الأهداف |
| -------------- | ------- | ------ | ------- |
| إنجلترا        | 2020    | 5      | 0       |
| إنجلترا        | 2021    | 7      | 0       |
| المجموع        | المجموع | 12     | 0       |

## الإنجازات
شباب أستون فيلا
- سلسلة الجيل الجديد: 2012–13[19]

أستون فيلا
- تصفيات دوري البطولة الإنجليزية: 2019[101]
- كأس الاتحاد الإنجليزي الوصيف: 2014–15[34]
- كأس رابطة الأندية الإنجليزية المحترفة الوصيف: 2019–20[102]

مانشستر سيتي
- الدوري الإنجليزي الممتاز: 2021–22، 2022–23، 2023–24
- كأس الاتحاد الإنجليزي: 2022–23
- دوري أبطال أوروبا: 2022–23
- كأس السوبر الأوروبي: 2023
- كأس العالم للأندية: 2023

إنجلترا تحت 21 سنة
- بطولة تولون: 2016[الإنجليزية][103]

الفردية
- أفضل لاعب أيرلندي دولي تحت 21 سنة للعام اتحاد أيرلندا لكرة القدم: 2012[104]
- أفضل لاعب أيرلندي دولي تحت 21 سنة للعام اتحاد أيرلندا لكرة القدم: 2015[74]
- لاعب الموسم في أستون فيلا: 2019–20[105]
- أفضل لاعب شاب في الموسم مع أستون فيلا: 2014–15[بحاجة لمصدر]
- فريق العام من اتحاد لاعبي كرة القدم المحترفين: 2018–19[106]

## وصلات خارجية
- جاك غريليش على موقع الاتحاد الأوربي (الإنجليزية)
- جاك غريليش على موقع إي إس بي إن إف سي (الإنجليزية)
- جاك غريليش على موقع قاعدة بيانات كرة القدم.إي يو (الإنجليزية)
- جاك غريليش على موقع ليكيب (الفرنسية)
- جاك غريليش على موقع ناشيونال فوتبول تيمز (الإنجليزية)
- جاك غريليش على موقع Soccerbase.com (لاعب) (الإنجليزية)
- جاك غريليش على موقع Soccerway.com (الإنجليزية)
- جاك غريليش على موقع عالم كرة القدم.نت (الإنجليزية)
- جاك غريليش على موقع AS.com (الإسبانية)
- جاك غريليش  على سكروي